# Karrakatta Valley
Das Karrakatta Valley kurzes Tal an der Nordküste Südgeorgiens im Südatlantik. Es erstreckt sich vom Husvik Harbour in westnordwestlicher Richtung.
Das Advisory Committee on Antarctic Names benannte es 1990 nach dem 1912 in Norwegen gebauten Walfangschiff Karrakatta, das nach seinem aktiven Dienst vor der Küste von Western Australia als Dampferzeuger für die Slipanlage zum Anlanden von Walkadavern in Stromness bis etwa 1959 fungierte.